# نوع من القتل (فلم)
نوع من القتل (بالإنجليزية: A Kind of Murder) فيلم الإثارة الأمريكي الغامض تم إصداره عام 2016 ، من إخراج أندي غودارد و سيناريو سوزان بويد. و يستند إلى رواية باتريشيا هايسميث ، بطولة باتريك ويلسون وجيسيكا بيل. عرض الفيلم للمرة الأولى في مهرجان تريبيكا السينمائي في 17 أبريل 2016.

## قصة
في نيويورك 1960 والتر ستاكهاوس مهندس معماري ناجح يتزوج من كلارا والتي تجعل حياتهما مثالية، لكن والتر ينشغل بجريمة قتل لم تُحَل بعد، وينخرط في دوامة من الفوضى نتيجة لعبة الفأر والقط، التي يخوضها مع القاتل الماكر ومحقق المباحث الطموح، بينما في ذات الوقت يُغرم والتر بامرأة أخرى ويشتهيها.

## الممثلين
| ممثلين         | الدور/الوظيفة       |
| -------------- | ------------------- |
| باتريك ويلسون  | والتر ستاكهاوس      |
| جيسيكا بيل     | كلارا ستاكهاوس      |
| هالي بينيت     | إيلي                |
| إيدي ماريسون   | كيميل               |
| فنسنت كارثلايز | المحقق لورانس كوربي |
| جينيفر إنسكات  | السيدة فيلبوت       |
| كريس هيل       | بارتندر             |

## روابط خارجية
مقالات تستعمل روابط فنية بلا صلة مع ويكي بيانات